# Tucan cu piept roșu
Tucanul cu piept roșu (Ramphastos dicolorus) este o specie de pasăre piciformă din familia tucanilor, Ramphastidae. Se găsește în Argentina, Brazilia, Bolivia și Paraguay.

## Taxonomie și sistematică
Tucanul cu pieptul roșu este taxon soră cu tucanul cu cioc negru (R. vitellinus) și cu tucanul Choco (R. brevis). Este monotipic.

## Status
IUCN a evaluat inițial tucanul cu pieptul roșu ca fiind „neamenințat cu dispariția”, dar din 2004 l-a clasificat ca fiind de „îngrijorare minimă”. Are o arie de răspândire foarte mare, dar dimensiunea populației sale nu este cunoscută și se crede că este în scădere. Nu au fost identificate amenințări imediate. Este prezentă în mai multe zone protejate, dar în afara acestora este uneori vânată sau persecutată pentru că mănâncă fructe din livezi.

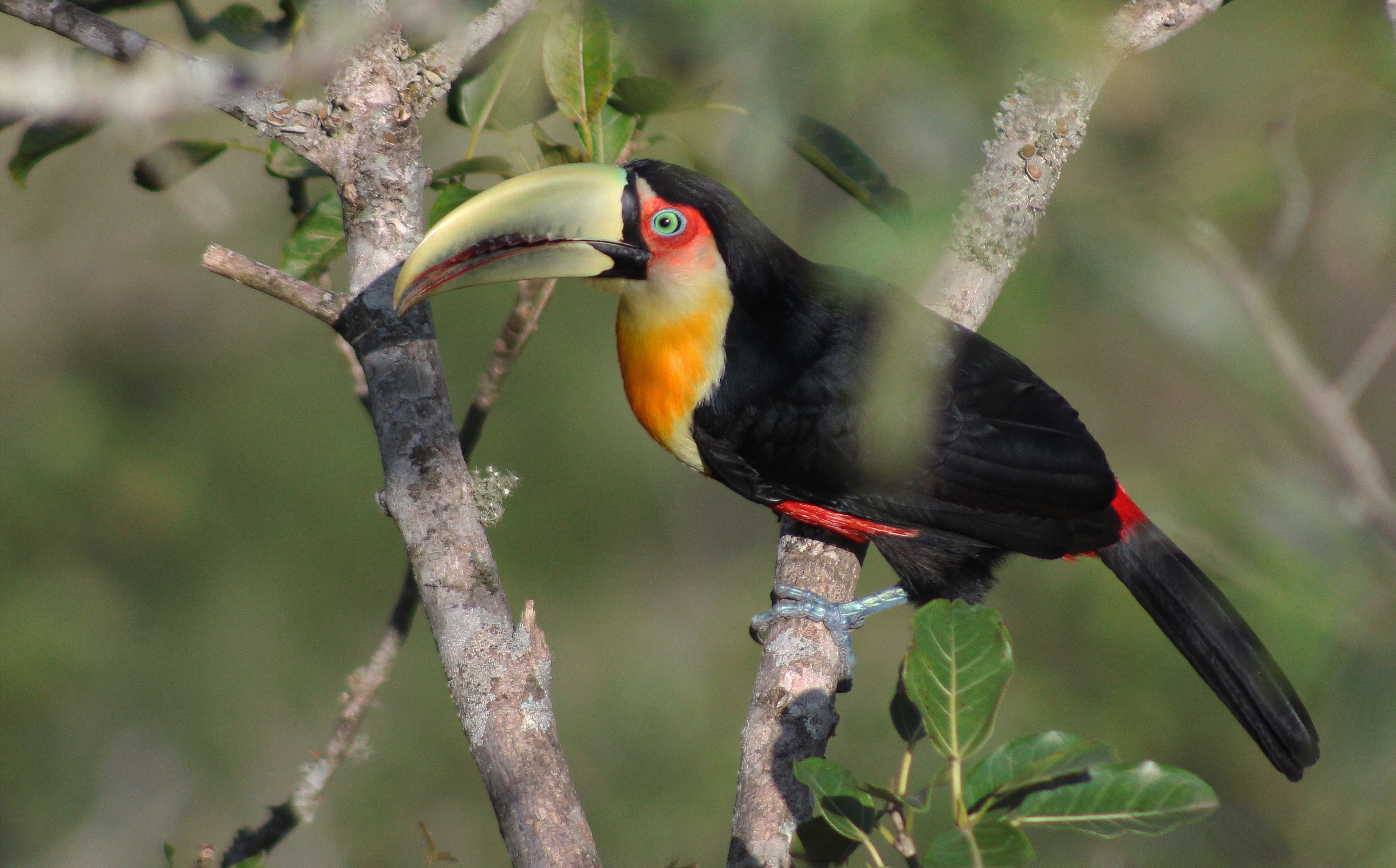
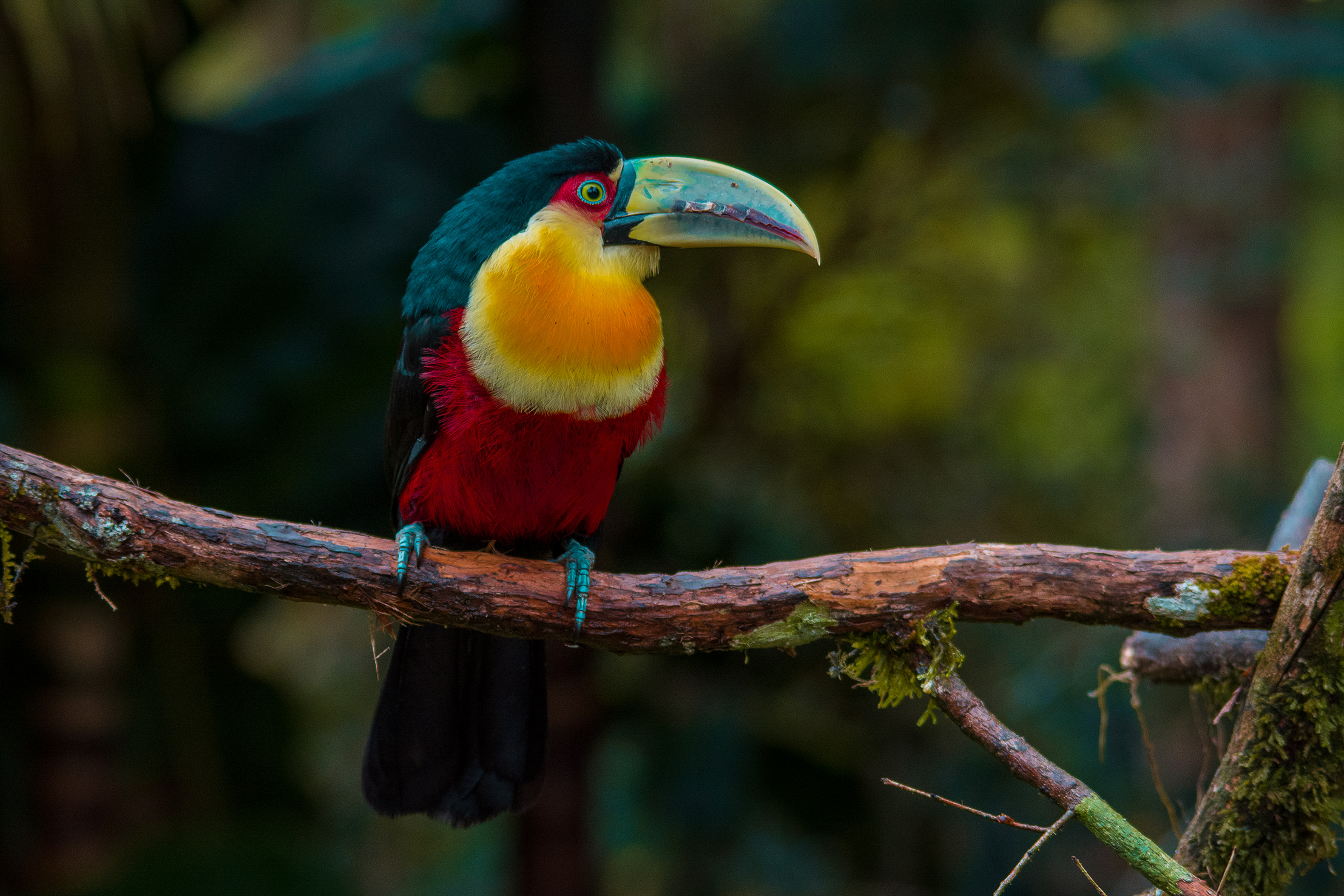
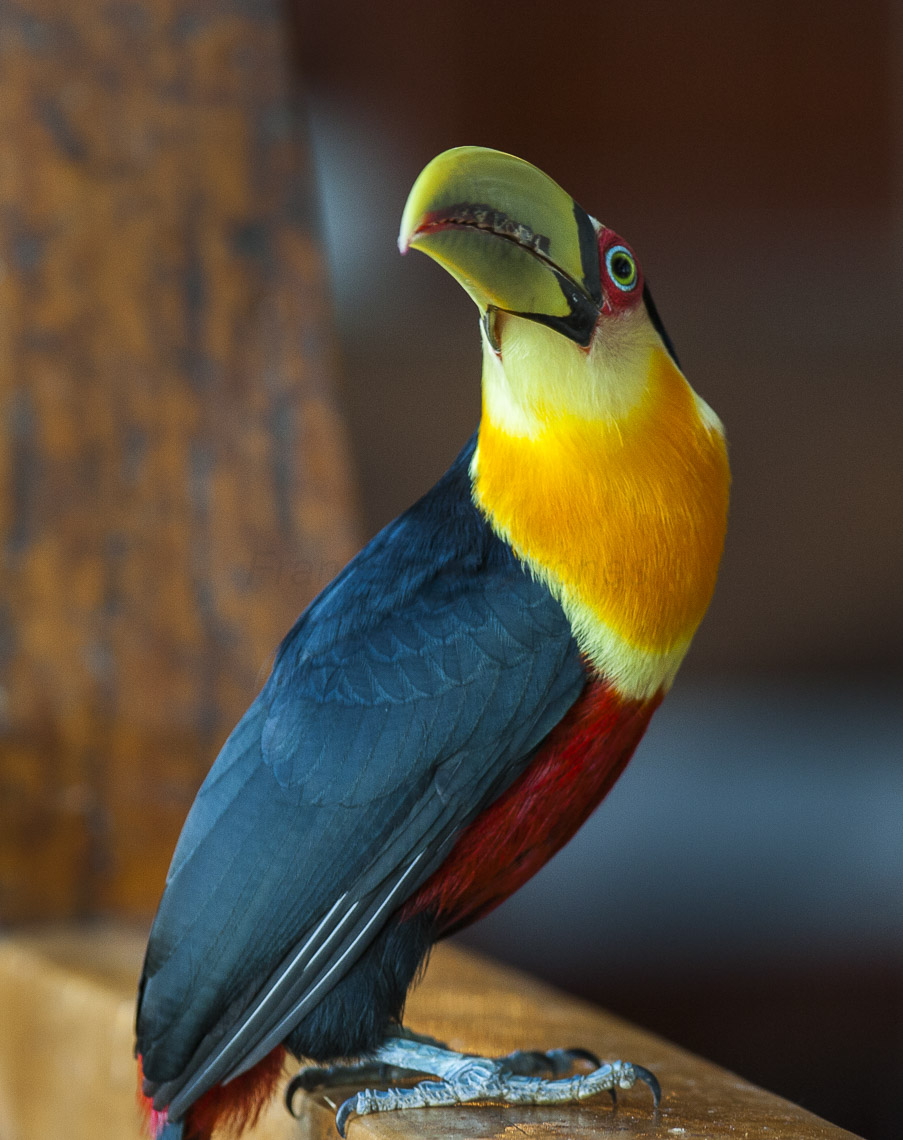